# Кюрд Магризли
Кюрд Магризли (азерб. Kürd Mahrızlı) — село в Кубатлинському районі Азербайджану.
Село розміщене на лівому березі річки Акарі, за 71 км на південь від міста Лачин.
23 жовтня 2020 року звільнене Національною армією Азербайджану внаслідок відновлених бойових дій у Карабасі.